# 의령 보천사지 승탑
의령 보천사지 승탑(宜寧 寶泉寺址 僧塔)은 대한민국 경상남도 의령군 보천사지에 있는, 고려시대의 승탑이다. 대한민국의 보물 제472호로 지정되어 있다.
보천사는 수암사(水巖寺)라고도 전해지며, 신라 경덕왕 때 창건된 사찰이다. 승탑은 절터의 북쪽 산기슭 계곡에 있으며, 8각형이다.

## 참고 자료
- 의령 보천사지 승탑 - 국가유산청 국가유산포털